# Seznam slovenskih radijskih postaj
Sledeč seznam navaja radijske postaje v Sloveniji. Programi se oddajajo v Sloveniji in so razvrščeni glede na pokritost in vrste oddajanih vsebin. Seznam ne navaja radjiskih programov, oddajanih samo preko spleta ali kabelskih sistemov.

## RTV Slovenija

### Nacionalni programi
| Ime                          | Način sprejema   | DAB+ MUX | DAB+ BitRate (kbps) & zaščita | Format | Spletna stran |
| ---------------------------- | ---------------- | -------- | ----------------------------- | --- | ------------- |
| Radio Slovenija - 1. program | FM, DAB+, DVB-S2 | R1       | 104 3A                        | Informacije, novice, oldie, ljudska, narodnozabavna in narodna glasba, kultura                                                                                   |               |
| Val 202                      | FM, DAB+, DVB-S2 | R1       | 104 3A                        | Informacije, Adult Contemporary, rock, indie, alternativna in popularna glasba, športni prenosi v živo                                                           |               |
| Ars                          | FM, DAB+, DVB-S2 | R1       | 104 3A                        | Kultura, resna klasična glasba, džez, verske vsebine, glasba svetov, koncerti, literarne oddaje                                                                  |               |
| Radio Slovenia International | FM, DAB+, DVB-S2 | R1       | 96 3A                         | Informacije v slovenskem, angleškem in nemškem jeziku, Adult Contemporary, rock, indie, alternativna in popularna glasba, oddaje za turiste in tujce v Sloveniji |               |

### Regionalni programi
| Ime           | Način sprejema        | DAB+ MUX | DAB+ BitRate (kbps) & zaščita | Format                                                                                            | Spletna stran |
| ------------- | --------------------- | -------- | ----------------------------- | ------------------------------------------------------------------------------------------------- | ------------- |
| Radio Koper   | FM, srednji val, DAB+ | R2W      | 88 3A                         | Regionalni radio za Slovensko obalo in Primorsko, oldie, popularna, rock in narodnozabavna glasba |               |
| Radio Maribor | FM, DAB+              | R2E      | 88 3A                         | Regionalni radio za Štajersko in Pomurje, oldie, popularna, rock in narodnozabavna glasba         |               |

### Manjšinski programi
| Ime                      | Način sprejema                | DAB+ MUX | DAB+ BitRate (kbps) & zaščita | Format                                                                                                   | Spletna stran |
| ------------------------ | ----------------------------- | -------- | ----------------------------- | --- | ------------- |
| Pomurski madžarski radio | FM, srednji val, DAB+         | R2E      | 88 3A                         | Radijski program za madžarsko narodno manjšino v Prekmurju, oldie, popularna in narodnozabavna glasba    |               |
| Radio Capodistria        | FM, srednji val, DAB+, DVB-S2 | R2W      | 33 3A                         | Radijski program za italijansko narodno manjšino na Obali, popularna, rock, indie in alternativna glasba |               |

## Komercialne postaje z nacionalno pokritostjo

### Nacionalna pokritost preko omrežja FM in DAB+

#### Komercialne postaje
| Ime          | Način sprejema | DAB+ MUX | DAB+ BitRate (kbps) & zaščita | Format                           | Spletna stran |
| ------------ | -------------- | -------- | ----------------------------- | -------------------------------- | ------------- |
| Radio 1      | FM, DAB+       | R1       | 64 3A                         | Popularna glasba (Top 40 format) |               |
| Radio Center | FM, DAB+       | R1       | 80 3A                         | Popularna glasba (Top 40 format) |               |

#### Nepridobitni programi posebnega pomena
| Ime            | Način sprejema | DAB+ MUX | DAB+ BitRate (kbps) & zaščita | Format                                                                               | Spletna stran |
| -------------- | -------------- | -------- | ----------------------------- | ------------------------------------------------------------------------------------ | ------------- |
| Radio Ognjišče | FM, DAB+       | R1       | 64 3A                         | Katoliški radijski program, verska, ljudska, narodnozabavna, narodna in oldie glasba |               |

### Nacionalna pokritost prek DAB+ (ne oddajajo na FM)
Objavljeni so rezultati razpisa za podelitev 24 pravic za izdajanje radijskega programa v novih multipleksih R4 in  R5, od tega 16 pravic namenjenih postajam, ki še ne izdajajo radijskega programa. Več na povezavi.
| Ime programa               | DAB+ MUX | DAB+ BitRate (kbps) & zaščita | Format                                                                                             | Spletna stran |
| -------------------------- | -------- | ----------------------------- | -------------------------------------------------------------------------------------------------- | ------------- |
| Radio Salomon              | R1       | 56 3A                         | Popularna glasba (Top 40 format), oldies, devetdeseta                                              |               |
| ENTER                      | R4       | 80 3A                         | Elektronska glasba, EDM, hip hop, trap, dub, drum & base, electro, house, trance, IDM in breakbeat |               |
| Radio 1 90-a               | R4       | 56 3A                         | Oldie glasba (popularna glasba iz devetdesetih)                                                    | /             |
| FRAJER                     | R4       | 56 3A                         | Slovenska narodna, popularna in narodnozabavna glasba                                              | /             |
| Radio Veseljak Zlati zvoki | R4       | 56 3A                         | Slovenska narodna, polularna in narodnozabavna glasba                                              | /             |
| Radio Aktual Romantika     | R4       | 56 3A                         | Popularna in oldie glasba iz Hrvaške, ostalih držav bivše Jugoslavije in Slovenije, oldie glasba   | /             |

### Nacionalna pokritost preko omrežja DAB+ (lokalno oddajajo tudi na FM)

#### Komercialne radijske postaje
| Ime            | Območje FM                                           | DAB+ MUX   | DAB+ BitRate (kbps) & zaščita | Format                                                                             | Spletna stran |
| -------------- | ---------------------------------------------------- | ---------- | ----------------------------- | ---------------------------------------------------------------------------------- | ------------- |
| Radio 1 80-a   | Osrednja Slovenija                                   | R1         | 56 3A                         | Oldie glasba (popularna glasba iz osemdesetih)                                     |               |
| Radio Aktual   | Osrednja Slovenija, Štajerska                        | R1         | 56 3A                         | Popularna in oldie glasba iz Hrvaške, ostalih držav bivše Jugoslavije in Slovenije |               |
| Radio Veseljak | Osrednja Slovenija, Savinjska                        | R1         | 56 3A                         | Slovenska narodna, popularna in narodnozabavna glasba                              |               |
| Radio City     | Štajerska, Savinjska, osrednja Slovenija             | R1         | 72 3A                         | Popularna glasba                                                                   |               |
| Rock Radio     | Osrednja Slovenija, Gorenjska, Savinjska, Notranjska | R1         | 88 3A                         | Rock, metalska, indie in alternativna glasba                                       |               |
| Net FM         | Štajerska                                            | R1         | 56 3A                         | Popularna glasba                                                                   |               |
| Radio Ekspres  | Osrednja Slovenija                                   | R1         | 56 3A                         | Popularna in oldie glasba                                                          |               |
| Radio Antena   | Osrednja Slovenija in Gorenjska                      | R2E in R2W | 56 3A                         | Popularna glasba (Top 40 format)                                                   |               |
| Radio 1 Rock   | Osrednja Slovenija, Štajerska                        | R2E in R2W | 72 3A                         | Rock, metalska, indie in alternativna glasba                                       |               |
| Toti radio     | Prekmurje, Štajerska                                 | R4         | 56 3A                         | Popularna, oldie glasba                                                            |               |
| Best FM LJ     | Osrednja Slovenija in Gorenjska                      | R4         | 56 3A                         | Turbofolk glasba                                                                   |               |
| Radio Capris   | Slovenska Istra, Primorska, Notranjska               | R4         | 56 3A                         | Popularna glasba                                                                   |               |
| Zeleni val     | Osrednja Slovenija, Dolenjska                        | R4         | 56 3A                         | Večinoma slovenska popularna in narodnozabavna glasba                              |               |

#### Študentski programi posebnega pomena
| Ime           | Območje FM         | DAB+ MUX | DAB+ BitRate (kbps) & zaščita | Format           | Spletna stran |
| ------------- | ------------------ | -------- | ----------------------------- | ---------------- | ------------- |
| Radio Študent | Osrednja Slovenija | R1       | 24 3A                         | Študentski radio |               |

## Lokalne in regionalne radijske postaje

### lokalne in regionalne radijske postaje brez statusa
| Ime                    | Območje FM                    | DAB+ MUX | DAB+ BitRate (kbps) & zaščita | Format | Spletna stran |
| ---------------------- | ----------------------------- | -------- | ----------------------------- | --- | ------------- |
| Radio Fantasy          | Savinjska                     | R2E      | 56 3A                         | Popularna glasba |               |
| Radio Hit              | Osrednja Slovenija, Primorska | R2W      | 56 3A                         | Oldie glasba |               |
| MojRadio               | Savinjska                     | R2E      | 56 3A                         | Popularna in oldie glasba |               |
| Toti Maxi              | Prekmuirje, Prlekija          | R2E      | 56 3A                         | Popularna, oldie glasba |               |
| Radio Energija         | /                             | R3       | 88 3A                         | Popularna glasba (Top 40 format) | /             |
| Radio 1 SLO HITI       | /                             | R3       | 88 3A                         | Slovenska pop glasba | /             |
| Radio Terminal         | /                             | R3       | 40 3A                         | Program, ki je namenjen skupinam z izrazitim interesom za sodobne urbane glasbene žanre in subkulture, skupinam z izrazitim interesom za kulturo in umetnost oziroma urbani in mladi populaciji. |               |
| Retro radio            | /                             | R3       | 64 2A                         | Program, ki ponuja širok nabor glasbe različnih glasbenih zvrsti. | /             |
| Best CE                | Savinjska                     | /        | /                             | Turbofolk glasba |               |
| Best MB                | Štajerska                     | /        | /                             | Turbofolk glasba |               |
| Radio Aktual D         | Dolenjska                     | /        | /                             | Popularna in oldie glasba iz Hrvaške, ostalih držav bivše Jugoslavije in Slovenije | /             |
| Radio Aktual Obala     | Slovenska Istra               | /        | /                             | Popularna in oldie glasba iz Hrvaške, ostalih držav bivše Jugoslavije in Slovenije | /             |
| Radio Veseljak Lisca   | Zasavje                       | /        | /                             | Slovenska narodna, popularna in narodnozabavna glasba | /             |
| Radio Veseljak Posavje | Dolenjska, Posavje            | /        | /                             | Slovenska narodna, popularna in narodnozabavna glasba | /             |
| Radio Romic            | Prekmurje                     | /        | /                             | Lokalni radio namenjen romski narodni skupnosti, popularna, oldie in narodnozabavna glasba |               |

### Regionalni programi posebnega pomena
| Ime                    | Območje FM                    | DAB+ MUX | DAB+ BitRate (kbps) & zaščita | Format                                                                             | Spletna stran |
| ---------------------- | ----------------------------- | -------- | ----------------------------- | ---------------------------------------------------------------------------------- | ------------- |
| Murski val             | Prekmurje                     | R2E      | 72 3A                         | Popularna, oldie, ljudska in narodnozabavna glasba                                 |               |
| Radio Aktual Kum       | Zasavje                       | R2E      | 56 3A                         | Popularna in oldie glasba iz Hrvaške, ostalih držav bivše Jugoslavije in Slovenije |               |
| Radio Ptuj             | Štajerska                     | R2E      | 56 3A                         | Popularna, oldie in narodnozabavna glasba                                          |               |
| Radio Slovenske gorice | Štajerska                     | /        | /                             | Popularna, oldie in narodnozabavna glasba                                          |               |
| Koroški radio          | Koroška                       | R2E      | 56 3A                         | Popularna, oldie in narodnozabavna glasba                                          |               |
| Štajerski val          | Štajerska                     | R2E      | 64 3A                         | Popularna, oldie in v omejenem obsegu narodnozabavna glasba                        |               |
| Radio Celje            | Savinjska                     | R2E      | 56 3A                         | Popularna, oldie in narodnozabavna glasba                                          |               |
| Radio Kranj            | Osrednja Slovenija, Gorenjska | R2W      | 56 3A                         | Popularna, oldie in narodnozabavna glasba                                          |               |

### Lokalni programi posebnega pomena
| Ime           | Obmošje FM                     | DAB+ MUX | DAB+ BitRate (kbps) & zaščita | Format                                                | Spletna stran |
| ------------- | ------------------------------ | -------- | ----------------------------- | ----------------------------------------------------- | ------------- |
| Radio Prlek   | Štajerska, Prekmurje           | /        | /                             | Popularna, oldie in narodnozabavna glasba             |               |
| Radio Rogla   | Štajerska                      | R2E      | 80 3A                         | Popularna, oldie in narodnozabavna glasba             |               |
| Radio Krka    | Dolenjska                      | R2E      | 56 3A                         | Popularna in oldie glasba                             |               |
| Radio Sraka   | Dolenjska                      | R2E      | 56 3A                         | Popularna, oldie, narodna in narodnozabavna glasba    |               |
| Radio Univox  | Dolenjska                      | /        | /                             | Popularna in oldie glasba                             |               |
| Radio Gorenc  | Gorenjska                      | R2E      | 72 3A                         | Popularna, oldie, narodna in narodnozabavna glasba    |               |
| Radio Sora    | Osrednja Slovenija, Notranjska | R2W      | 56 3A                         | Narodna in narodnozabavna glasba                      |               |
| Radio Triglav | Gorenjska                      | R2W      | 56 3A                         | Popularna, oldie in narodnozabavna glasba             |               |
| Radio 94      | Notranjska, Primorska          | R2W      | 56 3A                         | Popularna, oldie in narodnozabavna glasba             |               |
| Radio Robin   | Primorska, severna Primorska   | R2W      | 64 3A                         | Popularna in oldie glasba                             |               |
| Radio Velenje | Savinjska, Koroška             | R2E      | 56 3A                         | Slovenska narodna, popularna in narodnozabavna glasba | /             |

### Programi s statusom regionalnega in lokalnega programa posebnega pomena
| Ime                                       | Območje FM                               | DAB+ MUX | DAB+ BitRate (kbps) & zaščita | Format                                    | Spletna stran |
| ----------------------------------------- | ---------------------------------------- | -------- | ----------------------------- | ----------------------------------------- | ------------- |
| Primorski val (Alpski val in Radio Odmev) | Severna Primorska, Primorska, Notranjska | R2W      | 64 3A                         | Popularna, oldie in narodnozabavna glasba |               |
|                                           |                                          |          |                               |                                           |               |

### Študentski programi posebnega pomena
| Ime                             | Območje FM | DAB+ MUX | DAB+ BitRate (kbps) & zaščita | Format           | Spletna stran |
| ------------------------------- | ---------- | -------- | ----------------------------- | ---------------- | ------------- |
| Mariborski radio Študent (MARŠ) | Štajerska  | /        | /                             | Študentski radio |               |
|                                 |            |          |                               |                  |               |

## Radijske postaje, ki so prenehale z oddajanjem
| Program                                                                        | Datum prenehanja oddajanja | Program, ki je slišen na bivših frekvencah    |
| ------------------------------------------------------------------------------ | -------------------------- | --------------------------------------------- |
| Poslovni val (Slovenski poslovni kanal)                                        | 11. april 2007             | Radio 1                                       |
| Radio Bakla                                                                    | maj 2008                   | Radio 1, kasneje Rock Celje                   |
| Turistični radio Potepuh                                                       | ?                          | ?                                             |
| Radio Plus                                                                     | 2010                       | Radio Bit                                     |
| Notranjski radio Logatec (NTR)                                                 | ?                          | Radio 94                                      |
| Radio Bit                                                                      | 9. november 2011           | Radio Top                                     |
| Radio Gama MM                                                                  | 3. april 2006              | Radio Ekspres                                 |
| Radio Fantasy                                                                  | 1. januar 2012             | Radio Antena                                  |
| Radio Geoss                                                                    | 16. februar 2008           | Radio 1                                       |
| Radio glas Ljubljane                                                           | 31. december 2007          | Radio Aktual                                  |
| Radio Hrvatini                                                                 | 31. december 2007          | Radio Tartini                                 |
| Celjski val                                                                    | ?                          | Radio 1                                       |
| Radio Klasik                                                                   | 31. december 2007          | Radio 1                                       |
| Radio Max                                                                      | 18. april 2007             | Radio 1                                       |
| Radio Morje                                                                    | 18. april 2007             | Radio 1                                       |
| Radio Portorož                                                                 | 18. april 2007             | Radio 1                                       |
| Radio Sevnica                                                                  | 2007                       | Radio Veseljak                                |
| Radio Brežice                                                                  | 3. januar 2008             | Radio Aktual, kasneje Radio Veseljak          |
| Radio Šport                                                                    | 11. april 2007             | Radio 1                                       |
| Radio Val (Sežana)                                                             | 18. april 2007             | Radio 1                                       |
| Radio Tempo                                                                    | 1. maj 2010                | Radio Center                                  |
| Radio Radlje                                                                   | 15. februar 2010           | Radio 1                                       |
| Radio Orion                                                                    | 16. junij 2008             | Radio 1                                       |
| Radio Energy                                                                   | 1. oktober 2008            | Radio Center                                  |
| Radio Urban                                                                    | 15. junij 2009             | Radio 1                                       |
| Radio Odeon                                                                    | 2. februar 2009            | Radio 1                                       |
| Radio Dur                                                                      | 4. maj 2011                | Radio Pacient                                 |
| Radio Pacient                                                                  | 1. december 2012           | Radio Center, od 8. septembra 2014 Rock Radio |
| Radio Viva                                                                     | 16. april 2012             | Radio 1                                       |
| Radio Grom                                                                     | 19. marec 2012             | Radio 1                                       |
| Studio D                                                                       | 11. januar 2012            | Radio Aktual                                  |
| Radio Nova                                                                     | 12. april 2012             | Radio Center                                  |
| Radio Snoopy                                                                   | 12. april 2012             | Radio Center                                  |
| Radio Goldi                                                                    | 12. april 2012             | Radio 1                                       |
| Radio Ljubljana                                                                | oktober 2012               | Radio S                                       |
| Radio Belvi                                                                    | 1. januar 2012             | Radio Antena                                  |
| Radio Tartini                                                                  | 2011                       | Radio Aktual                                  |
| Radio Kum                                                                      | 3. november 2014           | Radio Aktual                                  |
| Radio Radio                                                                    | 30. januar 2015            | Radio 1                                       |
| Radio Alfa                                                                     | 20. januar 2014            | Radio Center                                  |
| Radio S                                                                        | 23. november 2015          | Radio 2                                       |
| Radio Antena Gorenjska                                                         | 1. februar 2016            | Radio 1                                       |
| Radio Antena Maribor                                                           | 17. januar 2016            | Rock Maribor                                  |
| Radio Europa 05                                                                | 17. oktober 2016           | Radio Bob                                     |
| Radio Top                                                                      | 17. januar 2016            | Rock Radio                                    |
| Radio Antena Štajerska                                                         | 3. januar 2018             | Radio Fantasy                                 |
| Radio Laser                                                                    | 4. junij 2019              | program ne oddaja več                         |
| Radio Brezje                                                                   | april 2022                 | Toti radio                                    |
| Radio Salomon (prenehal oddajati na FM; program je možno poslušati preko DAB+) | 11. november 2022          | Best FM                                       |
| Odprti radio                                                                   | 25. november 2022          | Radio Salomon                                 |
| Radio 2                                                                        | 23. januar 2023            | Radio 1 80-a                                  |
| Rock Celje                                                                     | 1. junij 2023              | Best FM                                       |
| Radio Pohorje                                                                  | 11. marec 2024             | Best FM                                       |
| Radio Bob                                                                      | 11. november 2024          | Radio 1 Rock                                  |